# Arcidiecéze Brisbane
Arcidiecéze Brisbane (latinsky Archidioecesis Brisbanensis) je římskokatolická arcidiecéze na území australského spolkového státu Queensland s katedrálou sv. Štěpána v Brisbane. Jejím současným arcibiskupem je Mark Coleridge. Jde o metropolitní arcidiecézi, jíž jsou podřízeny tyto sufragánní diecéze na území australského státu Queensland:
- Diecéze Cairns
- Diecéze Rockhampton
- Diecéze Toowoomba
- Diecéze Townsville

## Stručná historie
Roku 1859 vznikla Diecéze brisbaneská, vyčleněná z území Arcidiecéze Sydney, k níž byla původně sufragánní. V roce 1887 se stala metropolitní arcidiecézí. 